# Solidarité mondiale
Solidarité mondiale est l'ONG du Mouvement Ouvrier Chrétien (ou MOC) et de Beweging.net pendant néerlandophone du MOC.
Active dans la coopération au développement, elle développe aussi une action politique en Belgique, tant en termes de sensibilisation au développement que de lobbying en direction du monde politique belge et européen.

## Aide au développement
Sa stratégie particulière de coopération au développement consiste à soutenir des partenaires qui soient des acteurs sociaux du Sud analogues à ceux composant le MOC : coopératives, syndicats (non corporatistes), mutualités, JOC diverses, mouvements de femmes, et groupes d'adultes en formation. Leurs caractéristiques communes sont d'être collectifs, démocratiquement organisés, et à visée politique de changement social.
Solidarité Mondiale, visant avant tout à l'autonomie des partenaires du Sud, n'envoie que très peu de coopérant. Elle privilégie des voyages d'échange, en vue de sensibiliser au développement en Belgique.
Autre point spécifique : les critères que doivent respecter les partenaires du Sud pour entrer dans le programme de l'ONG (ce qu'on appelle le "cadre logique") est défini avec ces mêmes partenaires du sud lors d'une réunion ayant lieu tous les 3 ans à Ter Nood en Belgique. Cette implication des partenaires du Sud dans la définition de la coopération au développement est une des spécificités de solidarité mondiale.

## Sensibilisation au développement & Action politique
Solidarité Mondiale est entré, avec la CSC, le Cncd et d'autres ONG belges, dans la campagne internationale "travail décent" dans laquelle s'inscrit la Christian Solidarity International et de nombreuses ONG mondiales.

## Structure
Solidarité Mondiale est une ONG bilingue, se déclinant en deux branches : Sud et Nord
- La partie "Sud" regroupe les permanents attachés spécifiquement à l'aide au développement.
- La partie "Nord" se divise en deux :

1. Le Noordraad, néerlandophone et rattachée à l'ACW
2. La Commission Nord, francophone et rattachée directement au MOC. Leurs missions sont la sensibilisation au développement dans le nord, l'action politique, et la mise sur pied de partenariats spécifiques avec le Sud, en lien avec les travailleurs de la partie Sud et les régions MOC.